# Ursula Böttcher
Ursula Böttcher geb. Blütchen, (Dresden, 6 juni 1927 - aldaar, 
3 maart 2010) was een Duits circusartieste.
Böttcher groeide op aan de rand van Dresden en werd na haar schooltijd telegrambesteller. In 1952 begon zij als schoonmaakster te werken bij het "Circus Busch". Haar debuut in de piste dateerde van 1954 met een act met ezels. In 1955 trad zij bij "Circus Barlay" op met een leeuwennummer. Sinds 1960 werkte zij bij het "staatscircus van de DDR", waar zij in 1961 begon te werken met ijsberen. Vanaf 1964 trad zij op met Manfred Horn als partner, die echter in 1990 tijdens een act met kodiakberen door de dieren werd gedood. Zij trad met haar ijsberendressuur ook veel op in het buitenland, en leefde in de jaren zeventig acht jaar in de Verenigde Staten. Na de Duitse hereniging ging het staatscircus van de DDR in 1991 op in de "Berliner Circus Union". Na het verdwijnen van de "Circus Union" in 1999 werden de dieren verdeeld over verschillende dierentuinen en stopte Böttcher met dresseren.
Ursula Böttcher was de eerste vrouw ter wereld die ijsberen dresseerde en trad tegelijkertijd op met 12 dieren. Zij werd beroemd met haar zogenaamde "kus des doods" waarbij zij een ijsbeer van mond tot mond voederde met een stuk vlees.
Böttcher werd in 1976 in Spanje onderscheiden met een circus-Oscar en op het 9de Internationale Circusfestival van Monte Carlo in 1983 kreeg zij de "Nice-Martin"-prijs. In 1978 kwam in de DDR een speciale postzegel uit in de reeks „Zirkuskunst in der DDR“, waarop Böttcher een ijsbeer de "kus des doods" geeft.